# Reprezentacja Egiptu w piłce siatkowej kobiet
Reprezentacja Egiptu w piłce siatkowej kobiet to narodowa reprezentacja tego kraju, reprezentująca go na arenie międzynarodowej.

## Osiągnięcia

### Mistrzostwa Afryki
- 1. miejsce – 1976, 1989, 2003
- 2. miejsce – 1985, 1991, 1993, 2023
- 3. miejsce – 1987, 2005, 2011, 2017

### Igrzyska afrykańskie
- 1. miejsce – 1987
- 2. miejsce – 1991, 1995, 1999, 2003
- 3. miejsce – 2015

## Udział i miejsca w imprezach

### Mistrzostwa Świata
| Rok  | Kraj              | Miejsce      |
| ---- | ----------------- | ------------ |
| 1952 | ZSRR              | brak udziału |
| 1956 | Francja           | brak udziału |
| 1960 | Brazylia          | brak udziału |
| 1962 | ZSRR              | brak udziału |
| 1967 | Japonia           | brak udziału |
| 1970 | Bułgaria          | brak udziału |
| 1974 | Meksyk            | brak udziału |
| 1978 | ZSRR              | brak udziału |
| 1982 | Peru              | brak udziału |
| 1986 | Czechosłowacja    | brak udziału |
| 1990 | Chiny             | 16. miejsce  |
| 1994 | Brazylia          | brak udziału |
| 1998 | Japonia           | brak udziału |
| 2002 | Niemcy            | 22. miejsce  |
| 2006 | Japonia           | 22. miejsce  |
| 2010 | Japonia           | brak udziału |
| 2014 | Włochy            | brak udziału |
| 2018 | Japonia           | brak udziału |
| 2022 | Polska / Holandia | brak udziału |

### Mistrzostwa Afryki
| Rok  | Kraj      | Miejsce      |
| ---- | --------- | ------------ |
| 1976 | Egipt     | 1. miejsceu  |
| 1985 | Tunezja   | 2. miejsce   |
| 1987 | Maroko    | 3. miejsce   |
| 1989 | Mauritius | 1. miejsce   |
| 1991 | Egipt     | 2. miejsce   |
| 1993 | Nigeria   | 2. miejsce   |
| 1995 | Tunezja   | brak udziału |
| 1997 | Nigeria   | brak udziału |
| 1999 | Nigeria   | brak udziału |
| 2001 | Nigeria   | brak udziału |
| 2003 | Kenia     | 1. miejsce   |
| 2005 | Nigeria   | 3. miejsce   |
| 2007 | Kenia     | 4. miejsce   |
| 2009 | Algieria  | brak udziału |
| 2011 | Kenia     | 3. miejsce   |
| 2013 | Kenia     | 5. miejsce   |
| 2015 | Kenia     | brak udziału |
| 2017 | Kamerun   | 3. miejsce   |
| 2019 | Egipt     | 4. miejsce   |
| 2021 | Rwanda    | brak udziału |
| 2023 | Kamerun   | 2. miejsce   |

### Puchar Świata
| Rok  | Kraj    | Miejsce      |
| ---- | ------- | ------------ |
| 1973 | Urugwaj | brak udziału |
| 1977 | Japonia | brak udziału |
| 1981 | Japonia | brak udziału |
| 1985 | Japonia | brak udziału |
| 1989 | Japonia | brak udziału |
| 1991 | Japonia | brak udziału |
| 1995 | Japonia | 12. miejsce  |
| 1999 | Japonia | brak udziału |
| 2003 | Japonia | 12. miejsce  |
| 2007 | Japonia | brak udziału |
| 2011 | Japonia | brak udziału |
| 2015 | Japonia | brak udziału |
| 2019 | Japonia | brak udziału |

### Igrzyska afrykańskie
| Rok  | Kraj         | Miejsce      |
| ---- | ------------ | ------------ |
| 1978 | Algier       | ?            |
| 1987 | Nairobi      | ?            |
| 1991 | Kair         | ?            |
| 1995 | Harare       | ?            |
| 1999 | Johannesburg | brak udziału |
| 2003 | Abudża       | brak udziału |
| 2007 | Algier       | brak udziału |
| 2011 | Maputo       | 6. miejsce   |
| 2015 | Brazzaville  | 3. miejsce   |